# Osornolobus canan
Espèce
Osornolobus canan est une espèce d'araignées aranéomorphes de la famille des Orsolobidae.

## Distribution
Cette espèce est endémique de la région des Lacs au Chili. Elle se rencontre à Canan dans la province de Chiloé.

## Description
Le mâle holotype mesure 1,91 mm et la femelle paratype 2,04 mm.

## Systématique et taxonomie
Le nom scientifique complet (avec auteur) de ce taxon est Osornolobus canan Forster & Platnick, 1985.

### Étymologie
Son nom d'espèce lui a été donné en référence au lieu de sa découverte, Canan.

## Publication originale
- Forster & Platnick, 1985 : A review of the austral spider family Orsolobidae (Arachnida, Araneae), with notes on the superfamily Dysderoidea. Bulletin of the American Museum of Natural History, no 181, p. 1-229 (texte intégral).